# Carnevale di Carignano

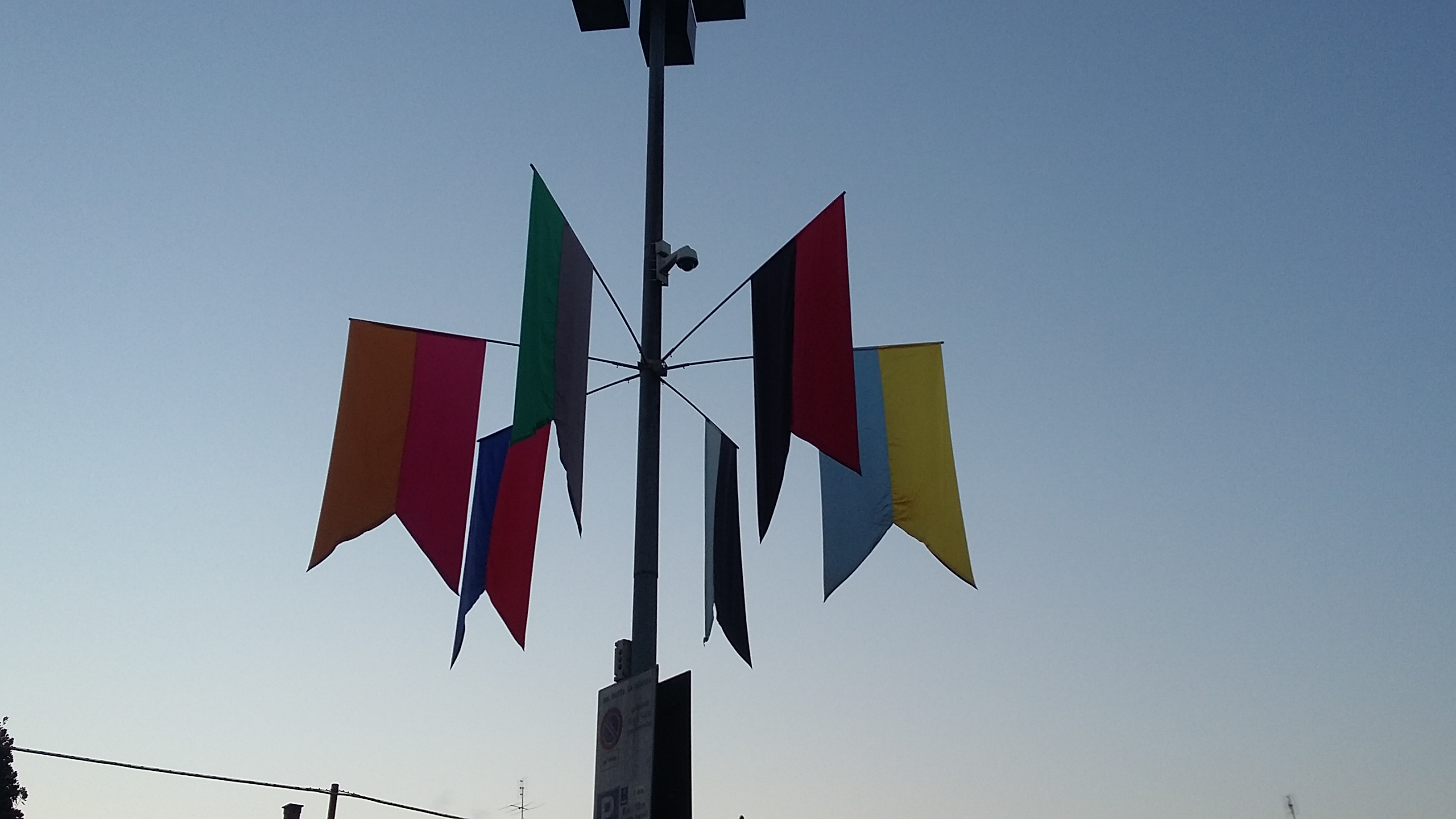
le bandiere dei borghi.

Il Carnevale di Carignano è una delle maggiori attrattive del comune di Carignano, nella città metropolitana di Torino.
Il carnevale è molto sentito tra gli abitanti del paese, il quale ogni anno accoglie nei giorni delle sfilate migliaia di persone, soprattutto dai paesi adiacenti.

## Descrizione
Nel periodo indicato si svolgono quattro sfilate, compresa una sfilata notturna che per anni si è tenuta la domenica precedente il martedì grasso e attualmente è stata anticipata il giorno prima ovvero il sabato. Tutti i carri sono costruiti da zero da gruppi cittadini, questo è motivo di vanto della manifestazione che presenta opere ogni anno nuove e frutto dell'inventiva e della creatività dei carignanesi.
Il martedì grasso i carri dei vari borghi vengono premiati dalla giuria nella piazza principale della città, con modalità di voto concordate dagli stessi borghi con l'Assessorato di competenza. 
Le domeniche di sfilata sono giornate di divertimento e allegria in cui molti bambini, giovani, ma anche tanta gente più matura, si lasciano trasportare dal clima di festa che si crea.

## Borghi
I Borghi del paese ancora attivi nella creazione dei carri allegorici sono :
borgo valdocco
- Borgo Dei Matti (San Remigio)
- Borgo Piazza
- Borgo Sole (Tornato nel 2018 dopo 15 anni di assenza)
- Borgo Fuori Mura (2018, 2019 e 2020 unito con il borgo torre nel 2025)

Tra il 2012 e il 2013 sono nate due nuove realtà cittadine che hanno proposto carri di dimensioni ridotte: gli Amis del Carlevè e gli Amis dla Piasa, attivi fino al 2014.
Negli anni vi sono stati altri borghi che hanno partecipato alla realizzazione del Carnevale di Carignano, tra questi citiamo il plurivittorioso Borgo Sole, il Borgo Valdocco e La Compagnia del Piliun, oltre al Borgo Torre che dopo oltre 30 anni di attività e molti successi nel 2016 non ha preso parte alla Manifestazione sotto il suo vessillo. 
Nel 2015 è ritornato dopo 22 anni il Borgo Valdocco, dopo che un drappello di persone si è disgregato dal Borgo dei Matti e ha dato vita al carretto "Siamo alla Frutta "; inoltre è nato un nuovo gruppo formato da carnevalanti giovani provenienti dai Comuni limitrofi denominato Sensa Meta che hanno presentato "Spongebob" su un carretto di notevole fattura.
Entrambi questi Borghi hanno poi preso parte all'Edizione 2016 come Carri in Concorso. Tra le novità più importanti del 2018 c è sicuramente il ritorno nella competizione dei due borghi più vittoriosi del carnevale di Carignano(30 vittorie in due) , Il Borgo Sole assente da 15 anni, e il Borgo Torre assente da 4 anni.

## Classifiche
LE CLASSIFICHE: (qua elencati solo primo e secondo posto, ma carri in gara con un numero maggiore che ogni anno si aggirano tra i 4 e i 6 carri)
- 2025: 1 Il Sole sull'Olimpo - Borgo Sole; 2 One Piece - Borgo dei Matti
- 2024: 1 Sol Levante - Borgo Sole; 2 Tutti Matti per l'India - Borgo dei Matti

- 2023: 1 Il circus dij Mat - Borgo dei Matti; 2 Candy Square - Borgo Piazza
- 2020: 1 Il Matto Mondo Delle Fiabe - Borgo dei Matti; 2 Il Re Leone - Borgo Piazza
- 2019: 1 Gli Aristomatti - Borgo dei Matti; 2 Disneyland - Borgo Sole

- 2018: 1 Cattivi Disney - Borgo dei Matti;  2 Il bosco incantato - Borgo Valdocco

- 2017: 1 Apriti cielo - Borgo Valdocco;  2 Il gioco Matto - Borgo dei Matti
- 2016: 1 Siamo in alto mare - Borgo Valdocco;  2 Minions - Borgo piazza

- 2015: 1 World of videogames - Burg dij Giuo;  1 Supereroi - Borgo dei Matti
- 2014: 1 Tutta un'altra musica - Borgo Torre;  2 New York - Burg dij Giuo

- 2013: 1 Mattilandia - Borgo dei Matti; 2 Star Wars - Borgo Torre
- 2012: 1 Il Libro della Giungla - Borgo dei Matti; 2 La Dolce Vita - Borgo Torre

- 2011: 1 Alice in Wonderland - Borgo dei Matti; 2 Madagascar - Borgo Piazza
- 2010: 1° La Bella e la Bestia - Borgo dei Matti; 2° Pollon - Borgo Torre
- 2009: 1 I Lego - Borgo Torre; 1.Kung Fu Panda - Borgo dei Matti (ex aequo)
- 2008: 1 Giù La Maschera - Borgo Torre; 2 La Fabbrica di cioccolato - Borgo Dei Matti
- 2007: 1 Whinnie The Pooh - Borgo Torre; 2 Troy - Borgo Dei Matti
- 2006: 1 Gli Incredibili alle Olimpiadi - Borgo Torre; 2 Spiderman - Compagnia del Piliun
- 2005: 1 Alla ricerca di Nemo - Borgo Torre; 2 Harry Potter - Compagnia del Piliun
- 2004: 1 I Signori Degli Oceani - Borgo Dei Matti; 2 La Fattoria - Borgo Torre

- 2003: 1 Wacky Races - Borgo Torre

- 2002: 1 I cinesi - Borgo Torre

- 2001: 1  Grease - Borgo Sole; 2 Gli scozzesi - Borgo Torre

- 2000: 1 Lucky Luck - Borgo Torre 2 La maschera di Zorro - Borgo Sole

- 1999 1 I moschettieri dla Tur - Borgo Torre; 2 Metropolitan Blues - Borgo Sole

- 1998 1 Odissea - Borgo dei Matti; 2 Carosello - Borgo Torre

- 1997 1 Il gobbo di Notre Dame - Borgo Sole; 2 Topolimpiadi - Borgo Torre

- 1996 1 La sirenetta - Borgo Sole; 2 Go kart - Borgo Torre

- 1995 1 La spada nella roccia - Borgo Sole; 2 Biancaneve e i sette nani - Borgo Torre

- 1994 1 La banda Bassotti - Borgo Sole; 2 Aladin Borgo Piazza

- 1993 1 Fate ciò che volete - Borgo Sole; 2 Carmensita - Borgo Piazza

- 1992 1 Balla con i lupi - Borgo Sole; 2 Le avventure di Bianca e Bernie - Borgo Piazza

- 1991 1 Pianeta rock - Borgo Sole; 2 I Flintstone  - Bar Pick me up

- 1990 1 Asterix - Birreria dei Rubinetti; 2 Batman - Borgo Sole

- 1989 1 Rondò veneziano - Borgo Valdocco; 2 E spuntò il sole in Lapponia - Borgo Sole

- 1988 1 Indietro tutta - Birreria dei Rubinetti; 2 Telebimbi - Borgo Sole

- 1987 1 C'era una volta i borghi - Birreria dei Rubinetti; 2 C'era una volta la felicità - Borgo Sole

- 1986 1 La belle époque - Borgo Valdocco; 2 Quelli della notte - Borgo Sole

- 1985 1 Made in China - Borgo Valdocco

- 1984 1 La nave pirata - Borgo Vecchio

- 1983 1 Brasil - Borgo Sole

- 1982 1 Re Artù - Bar Peiretti

- 1981 1:topolino at peiretti

- 1980 1:tutti al circo-borgo torre

- 1979 1:ufo robot-sole

- 1978 SOSPESO

- 1977 1:sole in Festa-Borgo sole

- 1976 1:Sandokan show-borgo sole

- 1975 SOSPESO

- 1974 1:con struzzi e cavalli... - borgo Sole

- 1973 1:caravanserrai, serrai-Borgo torre

- 1972 1:pape'satan-borgo torre

- 1971 1:baila laica, baila l urs-padus

- 1970 1:ole'-padus

- 1969 1:tribulant-padus

- 1968 1:a Carignano gli scozzesi non sono tutti qua-borgo torre

- 1967,1966,1965,1964,1963 SOSPESO A CARIGNANO

- 1962 1:cenerentola-Borgo Sole

- 1961 1:il gatto con gli stivali-Borgo Sole

- 1960 1:i ragazzi del jue box-burg giuo

- 1959 1:le terme si caracalla-borgo Valdocco

- 1958 1:I mercanti persiani-borgo piazza

- 1957 1: Charleston-borgo piazza

- 1956 1:Ali babà e i 40 ladroni-Borgo Sole

- 1955 1: La postina della val gardena-borgo vecchio

- 1954 1:La banda d affari-Buona fama

- 1953 1:Bongo Bongo-san Bernardo

- 1952 1:La chitarra-San remigio

## Albo d'oro
Il carro più vincente del Carnevale di Carignano è il Borgo Sole, tornato nel 2018 dopo 15 anni di inattività
ALBO D'ORO COMPLETO:
17 vittorie Borgo Sole
14 vittorie Borgo Torre
13 vittorie Borgo dei Matti (San Remigio) 
7 vittorie Borgo Valdocco
3 Padus
3 Birreria
2 Borgo Piazza, Borgo Vecchio, Burg dij Giuo, Bar Peiretti